# لنسلس (كورنوال)
لنسلس (بالإنجليزية: Lansallos)‏ هي قرية و أبرشية مدنية تقع في المملكة المتحدة في إنجلترا. يقدر عدد سكانها بـ 1,685 نسمة .